# ZAN
ZAN（ザン）は、日本の音楽バンド。日本の伝統楽器である箏、尺八、篠笛、民謡で音楽活動を行う、和楽器専門のバンド。

## 概要
2002年7月7日、琴古流の尺八奏者である砂川憲和、民謡・小湊流三代目の小湊昭尚、生田流清絃会・四代目の箏奏者市川慎の3人で結成、2003年4月、インディーズレーベルよりマキシシングル「ZAN ZERO」をリリース。
2004年にavexと契約し、7月7日、ミニアルバム『風籟～Furai～』（rhythm zone）でメジャーデビュー。日本の伝統音楽である純邦楽にJ-POPのメロディーを取り入れるなど、伝統音楽に新風を巻き起こし、常に斬新かつ意欲的に活動を行う。
しかし、リーダーだった砂川が2006年4月22日、登山中に事故死。前夜の宇都宮でのライブをもって3人での最後の演奏となった。
砂川亡き後も、故人の意思を継ぎ、小湊と市川の2人で活動を継続してきたが、2006年11月25日、正式に小湊・市川の2人だけで再出発することが発表された。
2007年1月24日には新生ZAN第1弾アルバム『絆』が発売。5月には薬師寺本尊開眼1310年記念「薬師寺Present Tree Live ～音楽の力で森をつくろう～」で開催された石井竜也のコンサート「水煙の夢」のバックバンドのメンバーとして参加。
同年、7月7日に全米デビューを果す。
2008年8月12日放送の「THE M」（日本テレビ系）最終回において、石井竜也のバックバンドとして参加。また同月に奈良・薬師寺にて行われた石井竜也のコンサート「月日の塔」に前年同様、バックバンドのメンバーとして参加。
2010年9月、平城遷都1300年祭の一環として薬師寺で奉納として行われた石井竜也のコンサート「輪廻秋月」バックバンドのメンバーとして参加し、亡き砂川に捧げる曲として「YUYAKE」を演奏した。

## メンバー
- 小湊昭尚 - 小湊流（三代目）家元、ボーカル・尺八を担当。実姉は民謡歌手で元T&Cボンバーの小湊美和。
- 市川慎 - 生田流清絃会（四代目）家元。箏・十七絃を担当。

過去のメンバー
- 砂川憲和 - 琴古流家元で、尺八と篠笛を担当していた。2006年4月22日、登山中の事故により急逝（31歳没）。

## 作品

### シングル
1. ZAN ZERO（2003.4）
2. 幸ひ人（2004.11.25）RZCD-45154
3. 昴（2005.1.13）RZCD-45165

### アルバム
1. 乱〜RUN〜（2003.8.6）
2. 風籟〜Furai〜（2004.7.7）RZCD-45130
3. 溢れるチカラ（2005.11.9）RZCD-45276
4. 絆（2007.1.24）RZCD-45499/B
5. SHIKU（2007.7.7）
6. Neo Tokyo Lounge（2009.11.25）RZCD-46300